# Robert Aubin (homme politique)
Pour les articles homonymes, voir Robert Aubin et Aubin.
Robert Aubin, né le 26 mai 1960 à Trois-Rivières, est un enseignant, musicien et homme politique canadien. De l'élection fédérale du 2 mai 2011 au 21 octobre 2019, il est député de la circonscription de Trois-Rivières à la Chambre des communes sous la bannière du Nouveau Parti démocratique. 

## Biographie
Robert Aubin obtient un diplôme en géographie de l’Université Laval. Il est aussi titulaire d’un diplôme en musique et en pédagogie de l’Université du Québec à Trois-Rivières (UQTR). Il enseigne pendant 25 ans au Séminaire Saint-Joseph de Trois-Rivières. Il est également ténor et participe aux ensembles vocaux Trois Quatre, Vocalys et Les productions de la 42e Rue. Il est chef de chœur et enseigne le chant choral à l'UQTR. Il siège sur de nombreux conseils d’administration, notamment ceux de la Fondation des Petits chanteurs de Trois-Rivières, l’International de l’art vocal de Trois-Rivières et le théâtre l'Eskabel. Il est représentant syndical pendant près de vingt ans.

### Carrière politique
Robert Aubin est élu le 2 mai 2011 député à la Chambre des communes dans la circonscription de Trois-Rivières sous la bannière du Nouveau Parti démocratique (NPD). De mai 2011 à avril 2012, il est porte-parole de l'opposition officielle pour la Francophonie. Il est alors responsable des dossiers de la francophonie canadienne et internationale. Puis il devient porte-parole adjoint en matière de transports, d'infrastructures et des collectivités, avant de devenir porte-parole en titre pour l'assurance emploi au sein de l’opposition officielle, et ce jusqu'à la fin de la législature. 
Robert Aubin est également de mai 2012 jusqu'à octobre 2015 président du caucus des députés NPD du Québec. Il siège aux comités permanents des Transports, Infrastructure et Collectivités, des Langues officielles ainsi que de l'Environnement et du Développement durable.
Il est membre du Comité exécutif de la section canadienne de l’Assemblée parlementaire de la Francophonie et il fait partie de l'association parlementaire Canada-France et du groupe d'amitié parlementaire Canada-Belgique.
Lors de la 42e élection fédérale du Canada le 19 octobre 2015, Robert Aubin est réélu dans sa circonscription de Trois-Rivières. 

### Courses à la direction du NPD
Lors de la course à la direction de 2012 pour trouver un nouveau chef du NPD à la suite du décès de Jack Layton, Robert Aubin appuie l’éventuel vainqueur Thomas Mulcair. Lorsque l'autorité de son chef est contestée en 2016, il affirme sa confiance en Mulcair, et dans la course au leadership subséquente, il se range derrière son collègue Guy Caron.